# Isla Cronstadt
Isla Cronstadt (en inglés: Cronstadt Island también escrito Kronstadt Island y antes conocida como Begorrat Island) es una isla en la República de Trinidad y Tobago. Forma parte del archipiélago conocido como las "islas de San Diego" (San Diego Islands), se trata de un islote localizado en el golfo de Paria que se encuentra entre las "Islas Bocas" (Bocas Islands) y "Las Cinco Islas" (Five Islands) cerca de Venezuela y a 11,3 kilómetros al oeste de la capital del país, Puerto España. En 1940 la isla fue declarada un santuario de vida salvaje.